# Męcina Mała
Męcina Mała – wieś w Polsce położona w województwie małopolskim, w powiecie gorlickim, w gminie Sękowa.
| SIMC    | Nazwa        | Rodzaj    |
| ------- | ------------ | --------- |
| 0464840 | Bednarzówka  | część wsi |
| 0464857 | Duszówka     | część wsi |
| 0464863 | Kuskówka     | część wsi |
| 0464870 | Kozłówka     | część wsi |
| 0464886 | Kraczeniówka | część wsi |
| 0464892 | Kraczonka    | część wsi |
| 0464900 | Nalepówka    | część wsi |
| 0464917 | Pietrówka    | część wsi |
| 0464923 | Klarówka     | część wsi |

W latach 1975–1998 miejscowość administracyjnie należała do województwa nowosądeckiego.